# Richard Eickhoff
Richard Eickhoff (* 20. Oktober 1854 in Moers; † 18. Februar 1931 in Remscheid) war Gymnasialprofessor und Mitglied des Deutschen Reichstags.

## Leben
Eickhoff besuchte das Progymnasium in Moers, das Königliche Friedrich-Wilhelm-Gymnasium in Köln von 1864 bis 1872 und die Universitäten Leipzig, Heidelberg, Bonn von 1872 bis 1876 und Kiel 1881. 1874 wurde er Mitglied der Bonner Burschenschaft Frankonia. Zwischen 1876 und 1879 war er Hauslehrer in Duisburg und 1881 in Kiel, von 1882 bis 1884 Gymnasiallehrer in Herford und seit 1884 ordentlicher Lehrer bzw. Oberlehrer in Remscheid. 1879–80 war er Einjährig-Freiwilliger im 2. Bayerischen Infanterie-Regiment "Kronprinz" in München, jedoch bald darauf felddienstuntauglich.
Er war Mitglied des Reichstags seit 1898 für den Wahlkreis Regierungsbezirk Erfurt 3 (Mühlhausen, Langensalza, Weißensee) und die Freisinnige Volkspartei.  1907 wurde er doppelt gewählt und nahm das Mandat für den Wahlkreis Regierungsbezirk Düsseldorf 1 (Remscheid, Lennep, Mettmann) an. Von 1904 bis 1918 war er auch Mitglied des Preußischen Hauses der Abgeordneten. Weiter war er Mitglied der Stadtverordnetenversammlung in Remscheid seit 1898. Eickhoff verfasste eine Reihe von pädagogischen, literarischen und anderen Schriften.